# Tiziano Lorenzon
Tiziano Lorenzon (Treviso, 15 marzo 1961) è un ex cestista italiano.
Il suo nome è legato al cosiddetto "Lodo Lorenzon".

## Carriera

### Giocatore

#### Club
Ha mosso i primi passi nella romanissima Stella Azzurra, nel 1978 si trasferisce nella SS Lazio, nel 1979 torna alla Stella Azzurra e vi milita fino al 1981, per prendere poi, la strada di Udine. 5 anni in Friuli, mentre a Roma vi era il ciclo delle grandi vittorie del Banco Roma. Arrivato alla Virtus Roma nel 1986 all'indomani della Coppa Korac, vi ha militato per 5 anni, andando via proprio l'anno prima che la società alzasse la seconda Coppa Korac. Seguono due anni in Calabria alla Viola, dove gioca a fasi alterne, e poi fino al 1995 a Sassari, dalla stagione 1995-96 gioca nella Longobardi Basket Cividale in B/2 dove conclude la sua lunga carriera nel 1999.

#### Nazionale
Lorenzon ha disputato 7 presenze con la maglia dell'Italia, mettendo a segno 39 punti.

#### Il "Lodo Lorenzon"
Il "Lodo Lorenzon", prende il nome dal cognome del giocatore, senza che costui ne sia coinvolto di persona, ma solo indirettamente. Tutto inizia nel 1991, quando Lorenzon passa dalla Virtus Roma alla Viola Reggio Calabria. Nel corso della stagione il giocatore accusa noie al ginocchio, suo tallone d'Achille. La Viola accusa la Virtus di aver saputo al momento della stipula del contratto, ma di aver taciuto sulle reali condizioni del giocatore. La Virtus ribatte picche, e la cosa va per le vie legali, finché il tribunale non dà ragione alla Virtus. La Viola è condannata a pagare una ingente cifra di risarcimento, a tenersi Lorenzon acciaccato e a rispettare il suo contratto. Tutto ciò finirà per creare attrito fra le due società, fino ad allora mai nemiche.

### Allenatore
Appese le scarpe al chiodo si dedica alla carriera da allenatore, ottenendo due promozioni in due anni con l'NBU di Udine e portando la squadra friulana dalla serie D alla C1.